# Stevenson McGill
Stevenson McGill (1765-1840) est un ministre écossais de l'Église d'Écosse qui est modérateur de l'Assemblée générale de l'Église d'Écosse en 1828. Il est auteur et est élu professeur de théologie à l'Université de Glasgow.

## Jeunesse et éducation

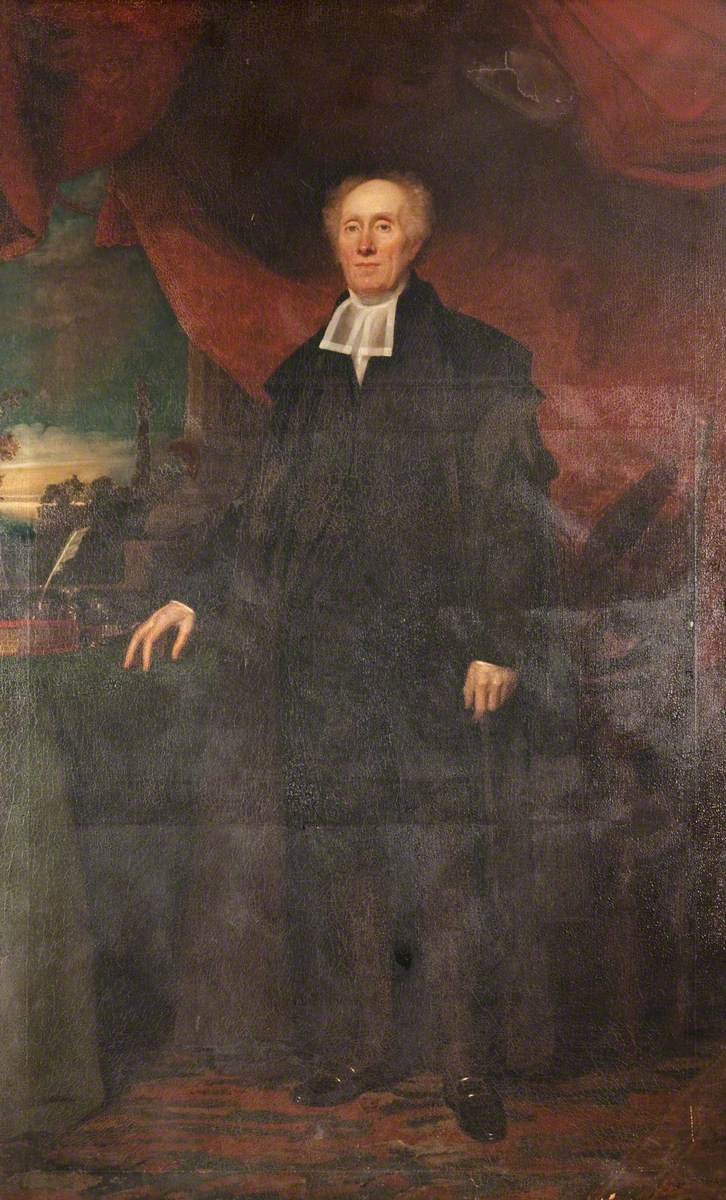
Stevenson MacGill par John Graham-Gilbert

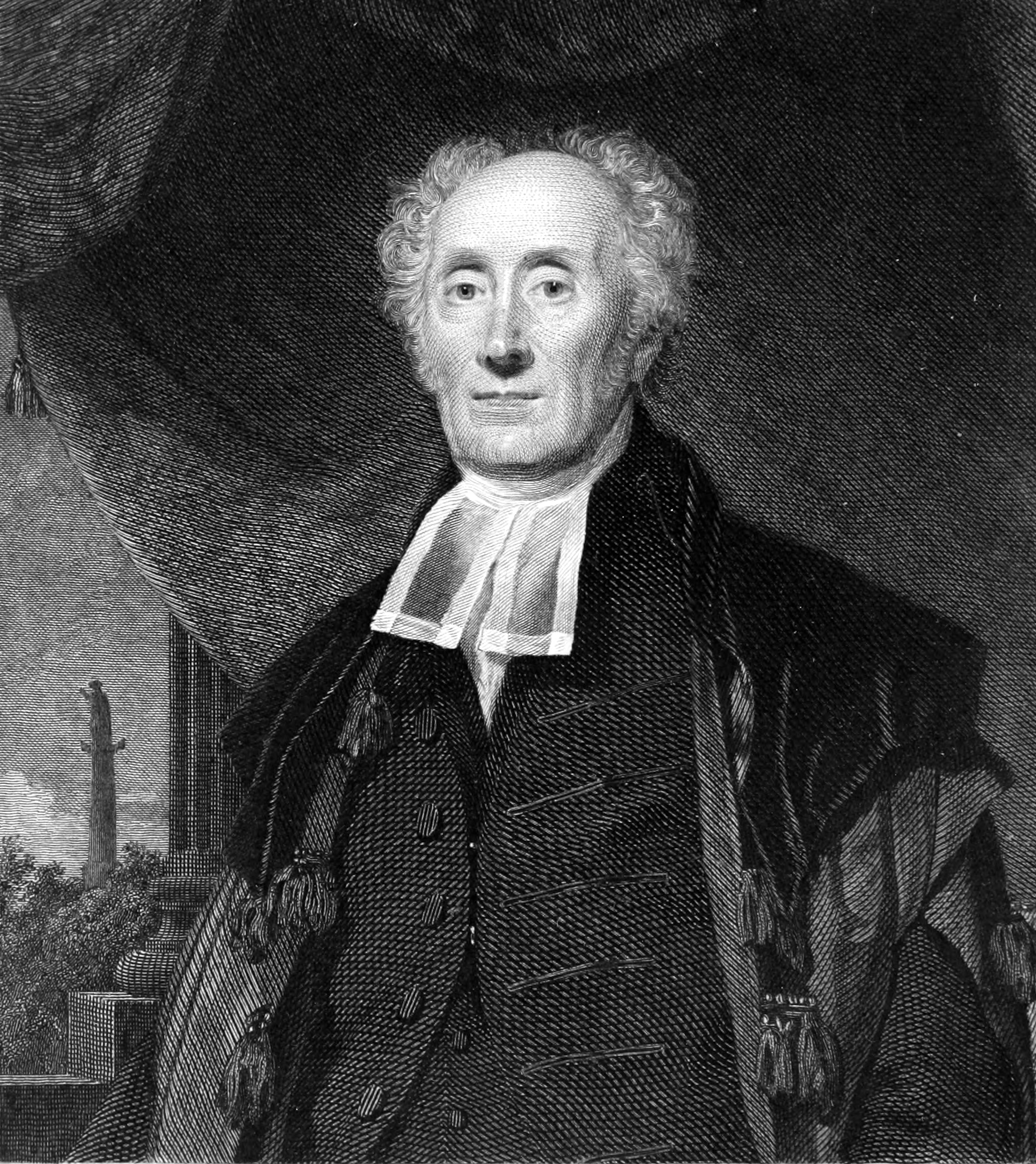
Stevenson MacGill de Burns d'après John Graham-Gilbert

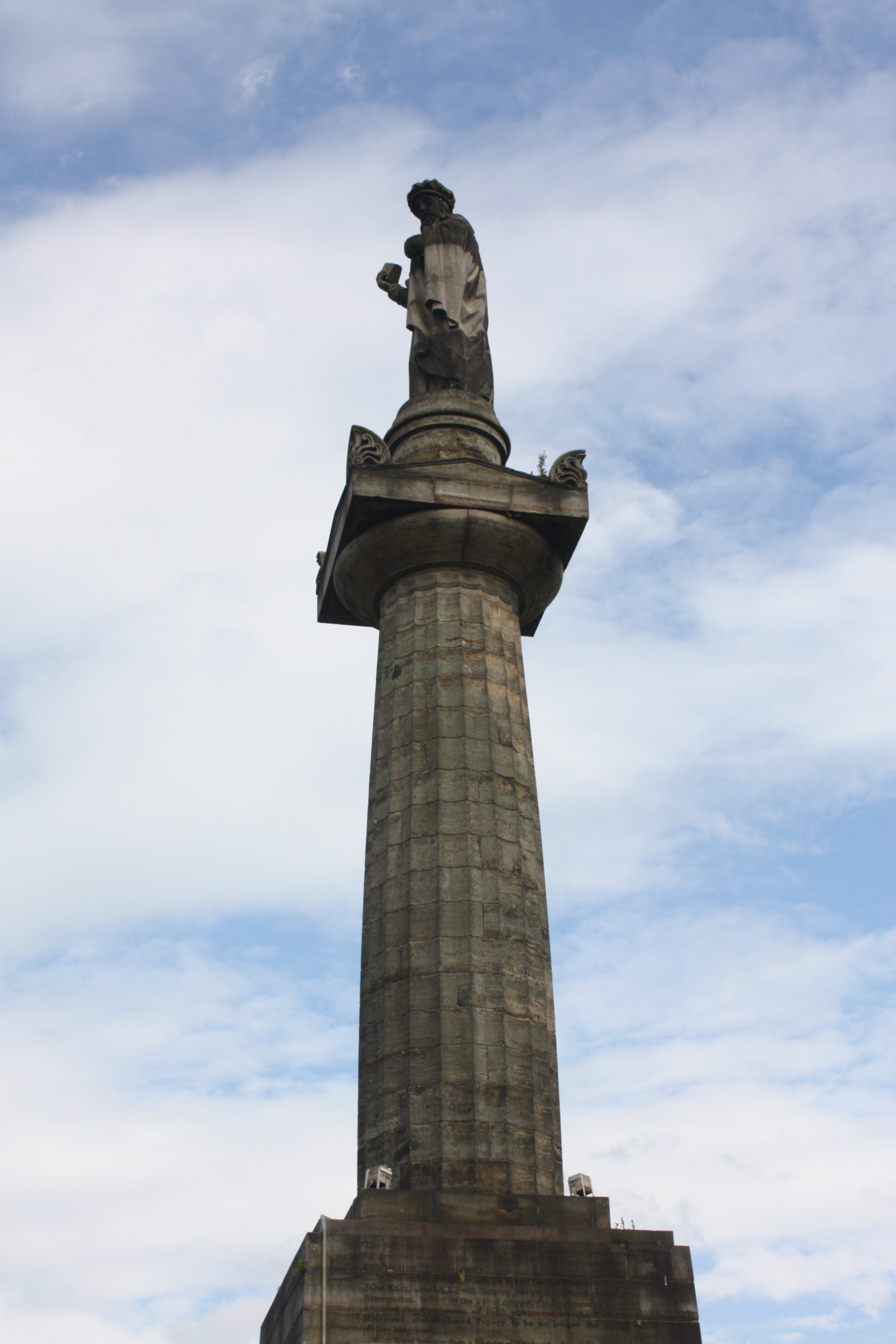
Statue de John Knox à la nécropole de Glasgow

Stevenson est né à Port Glasgow le 19 janvier 1765, fils de Thomas Macgill, un constructeur de navires sur la rivière Clyde. Sa mère, Frances Welsh, fille de George Welsh, de Lochharet dans l'East Lothian, est peut-être une descendante de John Welch, gendre de John Knox. Macgill fait ses études à l'école paroissiale de Port Glasgow et à l'Université de Glasgow, où il entre à l'âge de dix ans et suit le cours de neuf ans, obtenant de nombreuses distinctions en lettres classiques et en théologie.

## Ministère et premiers écrits
Après avoir été précepteur privé du comte de Buchan, entre autres, il est autorisé à prêcher par le presbytère de Paisley en 1790, et l'année suivante est présenté à la paroisse d'Eastwood, Renfrewshire où il travaille de 1791 à 1797. Il reçoit également une offre pour la chaire d'histoire civile dans les collèges unis de St. Salvator et St. Leonard à l'Université de St Andrews, ainsi qu'un petit bénéfice ecclésiastique, mais des scrupules de conscience l'empêchent d'accepter toute pluralité. En 1790, il contribue anonymement au «Student's Dream» à la «Macnab's Collection» et, en 1792, publie un tract contre la Révolution française intitulé «The Spirit of the Times». En 1797, il est transféré à l'église de Tron, à Glasgow, et la « pénurie » qui se produit peu de temps après donne amplement d'espace à ses énergies paroissiales. Le 23 août 1803, il reçoit le diplôme de DD de l'université et du Marischal College d'Aberdeen. Il accorde une attention considérable aux prisons, à l'infirmerie et à l'asile d'aliénés et publie en 1809 ses « Réflexions sur les prisons », prônant de vastes réformes, qui ne sont cependant pas adoptées lors de la construction de la prison de Glasgow. Il insiste pour que l'église s'adapte davantage, insistant sur le fait que l'absence de celle-ci encourage la croissance de la dissidence, et créé une association pour l'enseignement mutuel de la littérature et de la théologie, avant laquelle il rédige une série d'essais, publiés ensuite sous le titre "Lettres adressées à un jeune ecclésiastique' en 1809. Une seconde édition, augmentée et dédiée à Hannah More, parait en 1820.

## professeur d'université
En 1814, il est élu à la chaire de théologie de l'université de Glasgow, laissée vacante par la mort de Robert Findlay et démissionne de sa charge de Tron Church le 9 novembre 1814 et est remplacé par Thomas Chalmers. En tant que professeur, il réorganise l'étude de la théologie. En 1823, il s'engage dans une vive dispute avec certains de ses collègues universitaires, notamment Patrick MacFarlan (en), sur la question des pluralités, et ses vues sont par la suite adoptées par une commission royale sur les universités écossaises.
En 1825, il commence à faire campagne pour un monument à John Knox sur Fir Hill à côté de la cathédrale de Glasgow. Cela rencontre le succès et c'est maintenant la pièce maîtresse de la nécropole de Glasgow qui s'est développée autour d'elle.
En 1828, il succède à Robert Haldane comme modérateur de l'Assemblée générale. Il est à son tour remplacé en 1829 par Patrick Forbes de Old Machar.
En 1834, il succède à John Inglis comme Doyen de la Chapelle royale. Il meurt le 18 août 1840 à l'âge de 75 ans. Une plaque commémorative à McGill se trouve dans la section souterraine de l'Université de Glasgow.
En avril 1817, il épouse Margaret Crawford (décédée en 1874), fille unique du major Moris Crawford de Newfield. Ils ont plusieurs enfants.

## Ouvrages
- Statistical Account of the Parish of Eastwood  (1791)[7]
- The  Student's  Dream [anonyme]  (Macnab's Collection,  1790)
- The  Spirit of the Times (Glasgow,  1792)[8]
- Remarks on Prisons (Glasgow, 1809)[9]
- Considerations addressed to a Young Clergyman (Glasgow, 1809,  2e édition, 1820)
- On Lunatic Asylums (Glasgow, 1810)[10]
- Discourse on Elementary Education (Glasgow, 1811)
- A Collection of Sacred Translations, Paraphrases, and  Hymns (Glasgow,  1813)[11]
- Discourses and Essays on Subjects of Public Interest (Edinburgh,  1819)
- On the Connection of Situation with Character (1820)
- A Sermon preached before the S.P.C.K. (Edinburgh,  1824)
- A Sermon preached in behalf of the Church Accommodation Society (Glasgow,  1834)
- Lectures on Rhetoric and Criticism (Edinburgh, 1838, Glasgow, 1852)[12]
- Sermons (portrait) (Glasgow, 1839)
- Discourses [with  Memoir] (Glasgow, 1844)[13]
- Evidences of Christianity [Memoir  by  his brother  Francis] (1852)[14],[2]

### Sources
- William Anderson, The Scottish nation: or, The surnames, families, literature, honours, and biographical history of the people of Scotland, vol. 2, A. Fullarton & co., 1877, 734-737 (lire en ligne), « MacGill, Stevenson » Cet article contient des extraits d'une publication dont le contenu se trouve dans le domaine public.
- Robert Burns, Memoir of the Rev. Stevenson Macgill : professor of theology in the University of Glasgow, Edinburgh, John Johnstone, 1842 (lire en ligne)
- Robert Chambers, A biographical dictionary of eminent Scotsmen, London : Blackie and son, 1870, 27-30 (lire en ligne)
- Joseph Irving, The book of Scotsmen eminent for achievements in arms and arts, church and state, law, legislation, and literature, commerce, science, travel, and philanthropy, Paisley, A. Gardner, 1881 (lire en ligne), 302 Cet article contient des extraits d'une publication dont le contenu se trouve dans le domaine public.
- Stevenson M'Gill, The statistical account of Scotland. Drawn up from the communications of the ministers of the different parishes. [electronic resource], vol. 18, Edinburgh, Printed and sold by William Creech, 1791, 199-213 (lire en ligne)
- Stevenson MacGill, The spirit of the times considered in an address to the people of Eastwood, Glasgow, Printed in the Courier Office, by W. Reid and Co., 1792 (lire en ligne)
- Stevenson MacGill, Remarks on prisons, Glasgow, Printed by J. Hedderwick & Co., 1810 (lire en ligne)
- Stevenson MacGill, On lunatic asylums : a discourse delivered on 2d August, 1810, previous to laying the foundation stone of the Glasgow Lunatic Asylum ... To which is subjoined ... an appendix containing an account of the ceremony .. . and an outline of the regulations proposed for the Asylum, Glasgow, Printed for George Lumsden ... James Hedderwick, printer, 1811 (lire en ligne)
- Stevenson MacGill, A Collection of Sacred Translations, Paraphrases, and Hymns, Glasgow, J. Hedderwick & co., 1813 (lire en ligne)
- Stevenson MacGill, Lectures on rhetoric and criticism : and on subjects introductory to the critical study of the Scriptures by Stevenson MacGill, Edinburgh, W. Oliphant and Son, 1838 (lire en ligne)
- Stevenson MacGill, Discourses ... With a biographical memoir, etc, Glasgow, Bell & Bain, 1844 (lire en ligne)
- Stevenson MacGill, Evidences of Christianity by the late Stevenson MacGill ; edited from the manuscript by his brother, F. MacGill, Glasgow, Printed for R. & J. MʻIntyre, 1852 (lire en ligne)
- Henry Martin Beckwith Reid, The divinity professors in the University of Glasgow, 1640-1903, Glasgow, Maclehose, Jackson and Co., 1923, 285–309 (lire en ligne) Cet article contient des extraits d'une publication dont le contenu se trouve dans le domaine public.
- Hew Scott, Fasti ecclesiae scoticanae; the succession of ministers in the Church of Scotland from the reformation, vol. 3, Edinburgh, Oliver and Boyd, 1920, 475,136 (lire en ligne) Cet article contient des extraits d'une publication dont le contenu se trouve dans le domaine public.
- Hew Scott, Fasti ecclesiae scoticanae; the succession of ministers in the Church of Scotland from the reformation, vol. 7, Edinburgh, Oliver and Boyd, 1928, 401-402 (lire en ligne) Cet article contient des extraits d'une publication dont le contenu se trouve dans le domaine public.